# Alpen (Nordrhein-Westfalen)
Alpen là một đô thị ở huyện Wesel, Nordrhein-Westfalen, Đức.
Alpen tọa lạc giữa vùng Ruhr và biên giới với Hà Lan.

## Các khu phố
- Alpen
- Menzelen
- Veen
- Bönninghardt